# Theodor Rõuk

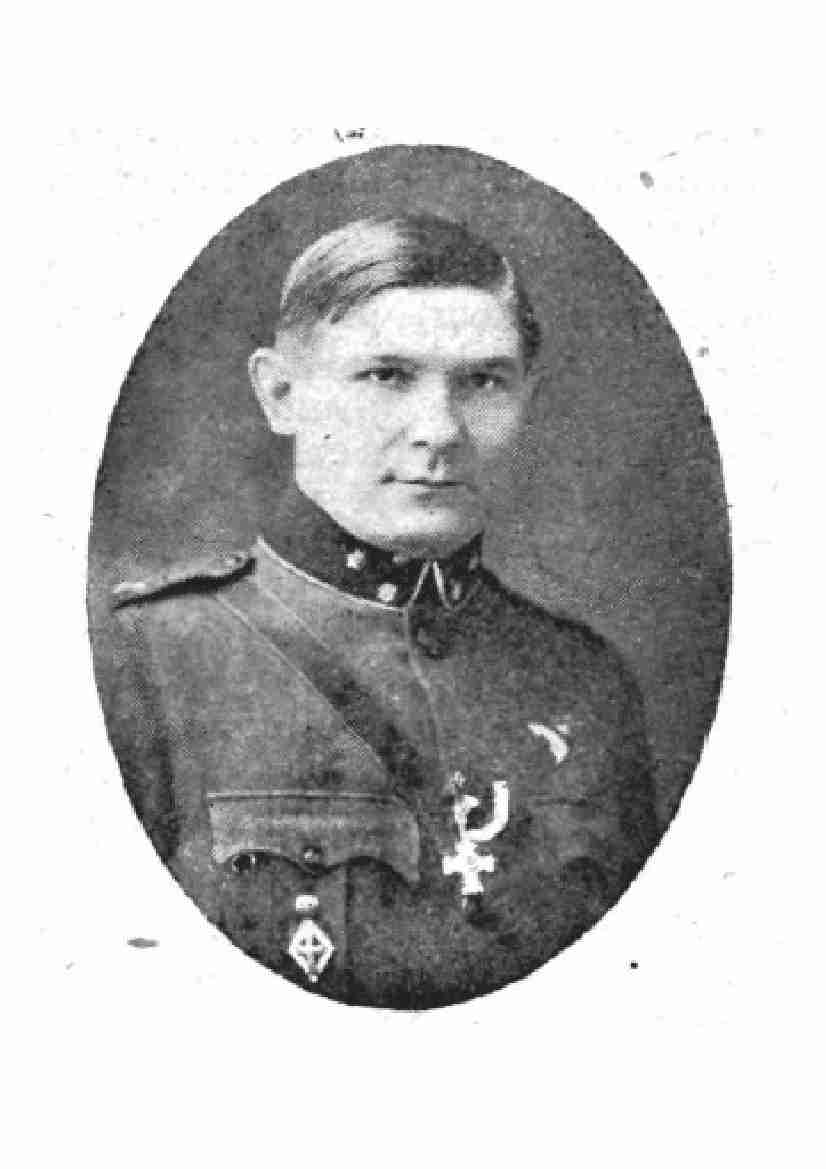
Theodor Rõuk

Theodor Rõuk (* 2. Dezemberjul. / 14. Dezember 1891greg. in der Gemeinde Kabala, Kirchspiel Pilistvere, Kreis Viljandi, Gouvernement Livland; † 21. Juli 1940 in Tallinn, Estnische SSR) war ein estnischer Jurist und Politiker.

## Frühe Jahre
Theodor Rõuk stammte aus einfachen Verhältnissen. Seine Schulbildung wurde stark von der orthodoxen Kirche gefördert. Von 1900 bis 1903 besuchte er die orthodoxe Kirchschule in Viljandi, bevor ihn sein weiterer Bildungsweg in die livländische Hauptstadt Riga führte. Er schloss dort 1911 das Geistliche Seminar (Рижская духовная семинария) ab. Seit dieser Zeit verband ihn eine Freundschaft mit seinem Schulkameraden Konstantin Päts, der später mehrmals estnischer Staats- und Regierungschef werden sollte.
1911 begann Theodor Rõuk mit seinem Studium. Er legte 1915 sein Examen an der Rechtswissenschaftlichen Fakultät der Kaiserlichen Universität Warschau ab. Am 1. September 1915 wurde er in die zaristische Armee einberufen.

## Militär
Während des Ersten Weltkriegs erhielt er eine militärische Ausbildung an der Wladimir-Militärschule in Petrograd (1916) sowie im nahegelegenen Oranienbaum. Anschließend nahm er am Ersten Weltkrieg teil.
Mit der Revolution in Russland und der Ausrufung der estnischen Selbständigkeit ging Rõuk in seine Heimat zurück. Er unterstellte sich der Provisorischen Regierung unter Konstantin Päts und der militärischen Führung unter Generalmajor Ernst Põdder. Ab November 1918, dem Ende der deutschen Besetzung Estlands, organisierte Rõuk die paramilitärischen estnischen Heimwehrverbände (Eesti Kaitse Liit) in der Hauptstadt Tallinn und im umliegenden Kreis Harju. Ab Dezember 1918 diente er als lokaler Oberbefehlshaber der Kaitseliit und als Stadtkommandant von Tallinn. Mit dem Ende des Estnischen Freiheitskriegs gegen Sowjetrussland (1918–1920) zog sich Rõuk im April 1920 aus dem aktiven militärischen Dienst zurück.

## Jurist und Politiker
Von 1920 bis 1922 war der Jurist bei der Staatsanwaltschaft des Friedensgericht von Tallinn-Haapsalu beschäftigt. 1923/24 war er dessen Vorsitzender.
Von März bis Dezember 1924 war der rechtskonservativen Kreisen nahestehende aber parteilose Rõuk Innenminister im Kabinett von Staats- und Regierungschef Friedrich Karl Akel. Während seiner Amtszeit versuchten estnische Kommunisten mit Unterstützung Moskaus am 1. Dezember 1924, die demokratische Regierung durch einen Putsch zu beseitigen und eine bolschewistische Herrschaft in Estland zu errichten. Der Umsturzversuch wurde am selben Tag von Militär und Polizei blutig niedergeschlagen.
Nach seinem Ausscheiden aus der Regierung ließ sich Rõuk 1925 als Anwalt in Tallinn nieder. Er engagierte sich weiter politisch in rechten Kreisen. Rõuk gilt als politischer Mentor des jungen Rechtsanwalts Artur Sirk, der zunächst in Rõuks Kanzlei tätig war. Sirk stieg Ende der 1920er Jahre zur Führungsfigur des faschistoiden „Zentralverbands der estnischen Freiheitskämpfer“ (EVKL) auf.
Auch Rõuk gehörte dem Vorstand der rechtspopulistischen Bewegung an. Auf dem II. Kongress des EVKL im März 1931 trug Rõuk als scharfer Kritiker des estnischen Parlamentarismus und der Verfassung von 1920 entscheidend zur Radikalisierung des Bundes bei. Hinter den Führungsfiguren Andres Larka (der aus derselben Gemeinde wie Rõuk stammte) und Artur Sirk übte Rõuk großen Einfluss auf die Politik der rechtspopulistischen Massenbewegung aus. Nach der Zerschlagung der Vereinigung durch die estnische Regierung 1934 saß Rõuk kurzzeitig im Gefängnis, wurde dann aber wieder freigelassen.
Von 1938 bis 1940 war Rõuk Vorsitzender des 1924 ins Leben gerufenen „Grenzland-Vereins“ (Piirimaade selts). Die Organisation unterstand ab Mitte der 1930er Jahre dem staatlichen Propagandaamt (propagandatalitus). Sie kümmerte sich in den peripheren Gebieten Estlands um die Verbreitung der nationalen estnischen Kultur. Ihr Schwerpunkt lag in der südöstlichen, russisch geprägten Region Petserimaa.
Wenige Wochen nach der sowjetischen Besetzung Estlands, am Tag der Umbenennung des Landes in Estnische Sozialistische Sowjetrepublik, nahm sich Theodor Rõuk in Tallinn das Leben. Er liegt heute auf dem Militärfriedhof (Kaitseväe kalmistu) von Tallinn begraben.

## Privatleben
Theodor Rõuk war mit Eugenia Rõuk verheiratet. Das Paar hatte einen Sohn, Enno (1918–1997). Er verbrachte die Jahre zwischen 1945 und 1953 im sowjetischen Gulag.